# Sneaks
Eva Moolchan, mieux connue sous le nom de Sneaks, est une musicienne américaine de Spoken word post-punk dont la pratique relève de l'esprit Indie pop - pop indépendante. Elle est particulièrement connue sur la scène de Washington, DC. Selon Jordan Bassett de New Musical Express, "elle préfère les compositions courtes, nettes et cool, sans effort, qui se faufilent dans votre conscience sans transpirer.".
Le spoken word, pratiqué par Sneaks, partage une technique similaire avec le parlé-chanté.

## Biographie
Carole Boinet, des Inrockuptibles, a trouvé cette formule pour caractériser cette performance musicale chantée : « Femme queer noire ayant grandi dans la scène punk de Washington, majoritairement blanche, Eva Moolchan construit depuis Gymnastics (2016) une musique minimale, insolente, brute, vulnérable et robuste, qui se déploie avec facilité, malice et une sérieuse envie de danser. »

Eva Moolchan est née et a grandi à Silver Spring (Maryland). Elle a formé le groupe « Shitstains » avec Katie Alice Greer, dans lequel Eva Moolchan a chanté et joué de la guitare tandis que Greer jouait de la batterie. Eva Moolchan a ensuite participé à « Blood », un projet de noise music, et aux Young Trynas, dans lesquels elle jouait de la basse. Elle a ensuite commencé sa carrière solo en tant que "Sneaks" tout en fréquentant le Maryland Institute College of Art (en) à Baltimore. Son premier enregistrement solo était la cassette « Sneaks », initialement sortie en 2014 sur l'empreinte indépendante Sister Polygon Records (en). En 2015, Sneaks est rééditée par le label français Danger Recordsen disque compact sous le titre « Gymnastics ». Elle a ensuite signé avec Merge Records, qui a réédité « Gymnastics » en 2016. Son deuxième album studio, « It's a Myth », est sorti sur Merge en mars 2017. Il a été suivi par « Highway Hypnosis », qui est sorti en janvier 2019, également sur Merge. « Highway Hypnosis » a été produit par Carlos Hernandez, Tony Seltzer et Tewadaj Eva Moolchan. Lors de la sortie de « Happy Birthday » en 2020, Timothy Monger a pu caractériser en quelques mots les traits singuliers de l'artiste :
« Lorsque le premier album de Sneaks est sorti en 2016, son charme ludique et son minimalisme brutal étaient si stimulants qu'il était difficile d'imaginer comment elle pourrait le poursuivre. La merveille étrangement convaincante de 15 minutes de créations orales, de boîte à rythmes et de basse de l'artiste Eva Moolchan de Washington, D.C. avait toutes les caractéristiques d'un classique culte fait maison en devenir. Maintenant quatre albums dans sa carrière, Moolchan a tracé un chemin remarquable en jouant avec sa formule renouvelée, juste assez pour rester vitale et excitante sans abandonner ce qui la rend très spéciale. »
En 2022 sortait The Eva EP, une cassette audio réalisée pendant la pandémie de COVID 19, en janvier 2021 : « Il y a des chansons sur la danse, le plaisir, les limites dans les relations humaines et, finalement, la création d'un avenir meilleur pour moi-même. ».
La revue en ligne Gay City News (en) (New York) en parle, en 2019, comme « a queer woman who works as a one-woman band under the name Sneaks ».

## Discographie
- Sneaks (Sister Polygon cassette, 2014)
- Gymnastics (Danger, 2015)[N 1]
- It's a Myth (Merge, 2017)
- Highway Hypnosis (Merge, 2019)
- Happy Birthday (Merge, 2020)
- The Eva EP (Merge cassette, 2022)